# ألبرت غالواي كيلر
ألبرت غالواي كيلر (بالإنجليزية: Albert Galloway Keller)‏ هو كاتب أمريكي، ولد في 1874، وتوفي في 1956.